# Joi McMillon

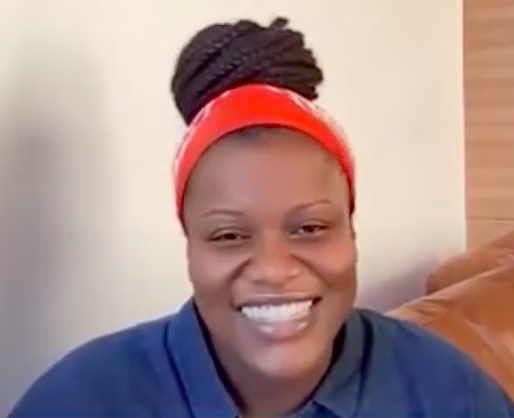
Joi McMillon

Joi McMillon ist eine amerikanische Filmeditorin.

## Leben
McMillon ist seit 2004 als Schnittassistentin für Film- und Fernsehen tätig. Nach einer Reihe von Kurzfilmen war sie 2015 erstmals als eigenständige Editorin tätig und war als solche an der Serie Anne & Jake beteiligt. Moonlight aus dem Jahr 2016 war der erste Spielfilm, an dem sie mitwirkte und zugleich ihre erste Kooperation mit Regisseur Barry Jenkins, der weitere folgten. Für diese Arbeit wurde sie 2017 gemeinsam mit Nat Sanders für den Oscar in der Kategorie Bester Schnitt nominiert. Sie ist die erste Afroamerikanerin, die für diese Auszeichnung nominiert wurde. Gemeinsam wurden die beiden auch für weitere Filmpreise nominiert und auch mehrfach ausgezeichnet.
2018 wurde sie in die Academy of Motion Picture Arts and Sciences berufen, die jährlich die Oscars vergibt.

## Filmografie (Auswahl)
- 2016: Moonlight
- 2017: Lemon
- 2018: If Beale Street Could Talk
- 2018: American Woman
- 2020: Zola
- 2021: The Underground Railroad (Fernsehserie, 5 Folgen)
- 2024: Mufasa: Der König der Löwen (Mufasa: The Lion King)

## Auszeichnungen
- Independent Spirit Award
  - 2022: Nominierung für den Besten Schnitt (Zola)[2]